# Wan (prowincja)
Wan (tur. Van ili) – jedna z 81 prowincji Turcji, znajdująca się między jeziorem Wan a granicą z Iranem.
Od północy graniczy z prowincją Yalova, od południa z prowincjami Şırnak oraz Hakkari, od zachodu z prowincją Bitlis, a od południowego wschodu z prowincją Siirt.
Władzę w prowincji sprawuje deputowany przez turecki rząd.
Powierzchnia prowincji to 19 069 km². Liczba ludności zgodnie z danymi z 2007 roku wynosi 1 012 707, a gęstość zaludnienia 53,1 os./km². Stolicą prowincji jest miasto Wan.

## Podział administracyjny
Prowincja Van dzieli się na 12 dystryktów. Są to:
- Bahçesaray
- Başkale
- Çaldıran
- Çatak
- Edremit
- Erciş
- Gevaş
- Gürpınar
- Muradiye
- Özalp
- Saray
- Van – główny dystrykt